# Asamblea del Pueblo de Guinea
La Asamblea del Pueblo de Guinea (RPG; en francés: Rassemblement du Peuple de Guinée) es un partido político de Guinea. El RPG es el partido del presidente Alpha Condé. Tiene mucha popularidad en la población Mandinka. Está afiliado a la Internacional Socialista, desde 1999, y como miembro pleno desde 2008.
El partido boicoteó las elecciones parlamentarias del 30 de junio de 2002.
Después de la renuncia de Lansana Kouyaté como primer ministro, y su reemplazamiento por Ahmed Tidiane Souaré , el 20 de mayo de 2008, el RPG denunció que Kouyaté, y se rehuzó a participar del diálogo con Souaré para formar un gobierno de unidad.
En 2010 el partido ganó las primeras elecciones.

## Resultados electorales

### Elecciones presidenciales
|  | 19.95 % |

|  | 16.58 % |

|  | 0.00 % |

|  | 52.52 % |

|  | 57.85 % |

|  | 59.49 % |